# Jean-Pierre Sasson
Jean-Pierre Sasson, né le 10 août 1918 et mort le 26 mai 1999, est un guitariste de jazz et de rock 'n' roll français.
Boris Vian, passionné et musicien de jazz, a dit de lui « Jean-Pierre Sasson peut être considéré comme un « underrated musician » - ou musicien sous-estimé - selon l'expression des critiques américains ».

## Carrière
En 1939, Jean-Pierre Sasson fait ses débuts en compagnie d’André Ekyan, Pierre Fouad et Emmanuel Soudieux, avant d'endosser pendant la guerre l’uniforme de la R.A.F..
De retour en France en 1946, il joue entre autres dans les orchestres d'Eddie Barclay, d'André Persiani et de Hubert Rostaing (Hubert Rostaing et son sextette),.
Dans les années 1950, Jean-Pierre Sasson enregistre avec de nombreux jazzmen tant américains (Sidney Bechet, Don Byas, Jonah Jones, Lucky Thompson, Bill Coleman, Buck Clayton) que français (Sacha Distel, Geo Daly),,,,,.
Dans les années 1950, il dirige également son propre ensemble, Jean-Pierre Sasson et son Orchestre,.
Toujours à la même époque, Jean-Pierre Sasson s'essaye au rock 'n' roll avec le groupe « Dick Rasurell et ses berlurons ». Ce groupe, emmené par Hubert Rostaing (alias Dick Rasurell, Earl Cadillac ou encore Joe Kalamazoo) au saxophone et à la clarinette, comprenait Jean-Pierre Sasson à la guitare et au chant, Michel de Villers au saxophone et Jerry Mengo à la batterie,,,.

## Discographie sélective

### Jazz

#### En tant que leader
.
| Année | Ensemble                                           | Album                                              | Label            |
| ----- | -------------------------------------------------- | -------------------------------------------------- | ---------------- |
| 1956  | Jean-Pierre Sasson et son Orchestre                | I Remember Django (45T)                            | Ducretet-Thomson |
| 1958  | Jean-Pierre Sasson and The Muskrats-Dixie Downbeat | Jean-Pierre Sasson and The Muskrats-Dixie Downbeat | Wing             |

#### En tant que co-leader
Jean-Pierre Sasson enregistre quelques albums (parfois en format EP) avec Sacha Distel et Lucky Thompson :
| Année | Co-leader      | Album                                           | Label    |
| ----- | -------------- | ----------------------------------------------- | -------- |
| 1956  | Sacha Distel   | Two Guitar Blues                                | Columbia |
| 1956  | Lucky Thompson | Lucky Thompson with the Jean-Pierre Sasson Trio | Columbia |
| 1957  | Sacha Distel   | Jean-Pierre Sasson Plays with Sacha Distel (EP) | Columbia |

#### En tant quesideman
Dans les années 1950, Jean-Pierre Sasson enregistre en tant que sideman avec de nombreux jazzmen américains (Sidney Bechet, Don Byas, Jonah Jones, Lucky Thompson, Bill Coleman, Buck Clayton) et français (Sacha Distel, Geo Daly) :
| Année | Leader                                    | Album                                       | Label                      |
| ----- | ----------------------------------------- | ------------------------------------------- | -------------------------- |
| 1949  | Sidney Bechet                             | High Society (78T)                          | Blue Star                  |
| 1951  | Don Byas                                  | Laura (compilation Jazz in Paris)           | Gitanes Jazz productions   |
| 1952  | Bill Coleman                              | Jumping at Pleyel                           |                            |
| 1953  | Buck Clayton                              | Gérard Pochonet All Stars with Buck Clayton |                            |
| 1954  | Jonah Jones And Gérard Pochonet All Stars | Jonah Plays the Blues                       | La voix de son maître      |
| 1956  | Lucky Thompson                            | Lucky Thompson with Dave Pochonet All Stars | Club français du disque    |
| 1956  | Geo Daly - 1956                           | What a Funny Moon                           | Columbia Jazz Stars Series |
| 1956  | Buck Clayton - 1956                       | Buck Clayton and His French Stars           | Club français du disque    |
| 1957  | Sammy Price, Lucky Thompson               | Sammy Price with Lucky Thompson             | Universal                  |
| 1958  | Geo Daly et son Quintette                 | Musique de neige                            | President Records          |

### Rock 'n' roll
Comme il a été dit plus haut, Jean-Pierre Sasson s'est essayé au rock 'n' roll dans les années 1950 avec le groupe « Dick Rasurell et ses berlurons », comprenant Sasson à la guitare et au chant, Hubert Rostaing au saxophone et à la clarinette, Michel de Villers au saxophone et Jerry Mengo à la batterie, :
| Année | Ensemble                       | Album                                | Label             |
| ----- | ------------------------------ | ------------------------------------ | ----------------- |
| 1955  | Dick Rasurell et ses berlurons | Interdit aux poids lourds (LP 25 cm) | Ducretet Thomson  |
| 1956  | Dick Rasurell et ses berlurons | Hot Tension (45T EP)                 | Ducretet Thomson, |